# پرسی (فیلم ۲۰۲۰)
پرسی (به انگلیسی: Percy) فیلمی محصول سال ۲۰۲۰ و به کارگردانی کلارک جانسون است. در این فیلم بازیگرانی همچون کریستوفر واکن، کریستینا ریچی، زک برف، لوک کیربی، آدام بیچ، مارتین دونوان، رابرتا مکسول و پیتر استبینگز ایفای نقش کرده‌اند.